# Даштак (Рудсар)
Даштак (перс. دشتك) — село в Ірані, у дегестані Шуиїл, у бахші Рахімабад, шагрестані Рудсар остану Ґілян. За даними перепису 2006 року, його населення становило 73 особи, що проживали у складі 21 сім'ї.

## Клімат
Середня річна температура становить 10,81 °C, середня максимальна – 26,13 °C, а середня мінімальна – -5,51 °C. Середня річна кількість опадів – 488 мм.
| Клімат поселення                              | Клімат поселення | Клімат поселення | Клімат поселення | Клімат поселення | Клімат поселення | Клімат поселення | Клімат поселення | Клімат поселення | Клімат поселення | Клімат поселення | Клімат поселення | Клімат поселення | Клімат поселення |
| Показник                                      | Січ.             | Лют.             | Бер.             | Квіт.            | Трав.            | Черв.            | Лип.             | Серп.            | Вер.             | Жовт.            | Лист.            | Груд.            |                  |
| Середній максимум, °C                         | 5,06             | 5,70             | 8,08             | 14,32            | 19,55            | 24,02            | 26,13            | 25,93            | 22,01            | 18,72            | 12,02            | 6,79             |                  |
| Середня температура, °C                       | −0,23            | 0,42             | 2,80             | 9,04             | 14,26            | 18,72            | 21,65            | 21,45            | 17,52            | 14,24            | 7,54             | 2,30             |                  |
| Середній мінімум, °C                          | −5,51            | −4,89            | −2,49            | 3,75             | 8,96             | 13,42            | 17,16            | 16,97            | 13,04            | 9,74             | 3,06             | −2,17            |                  |
| Норма опадів, мм                              | 45               | 45               | 66               | 49               | 39               | 16               | 15               | 15               | 26               | 57               | 57               | 58               |                  |
| Середньомісячна швидкість вітру, м/с          | 2.02             | 2.49             | 2.63             | 2.71             | 2.36             | 2.20             | 2.22             | 2.08             | 1.95             | 1.84             | 2.17             | 1.98             |                  |
| Середньомісячна сонячна радіація, кДж/м²·день | 7625             | 9983             | 12323            | 16379            | 20314            | 22704            | 22771            | 20040            | 16836            | 12201            | 9301             | 7297             |                  |
| --------------------------------------------- | ---------------- | ---------------- | ---------------- | ---------------- | ---------------- | ---------------- | ---------------- | ---------------- | ---------------- | ---------------- | ---------------- | ---------------- | ---------------- |
| Джерело:                                      |                  |                  |                  |                  |                  |                  |                  |                  |                  |                  |                  |                  |                  |